# Edgar Groll
Edgar Groll (* 26. April 1874 in Regensburg; † 16. Dezember 1949 in Weißenhorn im Landkreis Neu-Ulm) war ein deutscher Verwaltungsjurist und als Bezirksoberamtmann Leiter des Bezirksamts Günzburg.

## Leben
Edgar Groll besuchte Gymnasien in Ingolstadt, Speyer, Ludwigshafen und Mannheim, machte das Abitur, studierte Rechtswissenschaften an der Ruprecht-Karls-Universität Heidelberg und der Friedrich-Alexander-Universität Erlangen-Nürnberg und legte 1891 die erste juristische Staatsprüfung mit anschließendem dreijährigen Vorbereitungsdienst (Referendariat) ab. 1902 folgte das Große juristische Staatsexamen und anschließender Beschäftigung als geprüfter Rechtspraktikant und 1904 als Akzessist bei der Regierung der Oberpfalz. 1906 wurde er Assessor beim Bezirksamt Gerolzhofen und 1912 in Erlangen, wo er Bezirksamtmann wurde. Am 15. Juli 1920 erhielt er Rang und Titel eines Regierungsrats. Zum Jahresbeginn 1921 kam er in gleicher Funktion zum Bezirksamt Ebersberg. Zum 1. November 1921 übernahm er als Bezirksoberamtmann die Funktion des Bezirksamtsvorstands in Bad Kötzting. Dieses Amt übte er bis zu seinem Weggang nach Günzburg zum 1. Dezember 1934 aus. Zwischenzeitlich war er zum 1. Juni 1927 zum Oberregierungsrat ernannt worden. 1935 wurde er in Günzburg aus politischen Gründen in den Wartestand versetzt. Die definitive Versetzung in den Ruhestand war zum 1. Mai 1939. Danach war er noch zeitweise mit der Vertretung des Amtsverwesers beim Landratsamt Neu-Ulm beauftragt. 
Groll war Mitglied der Deutschnationalen Volkspartei und 1937 Anwärter auf eine Mitgliedschaft in der NSDAP.